# Robustagramma longiseta
Robustagramma longiseta är en tvåvingeart som beskrevs av Marshall och Xiaolong Cui 2005. Robustagramma longiseta ingår i släktet Robustagramma och familjen hoppflugor.
Artens utbredningsområde är Costa Rica. Inga underarter finns listade i Catalogue of Life.